# Ferdinand Pire
Pour les articles homonymes, voir Pire.
 (février 2016).
Ferdinand Pire, mieux connu sous le nom de Ferdinand Pire Ferdinand, né à Bruxelles en 1943, est un peintre figuratif et dessinateur belge, spécialisé dans la technique de la peinture sous verre dite églomisée.

## Biographie
Ferdinand Pire naît à Bruxelles en 1943 dans une famille de peintres. Il est formé par son père, Marcel, puis aux académies de Bruxelles et du Cap. Dès l'adolescence, il peint paysages et scènes de la vie africaine, au Congo et en Afrique du Sud. 
À son retour en Europe, et jusqu'en 1980, peintre du clair obscur. Il est influencé par son séjour italien. Après une période fauve d'intimisme contemporain et en pleine connaissance de son métier de peintre à l'huile, Ferdinand Pire découvre l'églomisé, au travers de l'œuvre de Floris Jespers, son prédécesseur en Belgique, disparu en 1965. Il s'attèle alors, par curiosité d'abord, avec passion ensuite, à retrouver par lui-même tous les secrets et l'alchimie complexe de cette technique méconnue et ardue. Il atteint progressivement la maîtrise totale qui lui permet, dès 1987, de dépasser la technique pour atteindre le niveau artistique le plus élevé, utilisant dès lors la plaque de verre comme support à l'instar de la toile pour ce qu'il a à dire, à exprimer.
Une rétrospective de trente années de peinture lui a été consacrée en 1989. Son œuvre, onirique, teintée d'expressionnisme et de cubisme, met en scène des personnages intemporels, ambigus, baignant dans une ambiance dorée. Il poursuit ses recherches sur l'esthétisme, la symbolique, ainsi que sur la technique dite « irisée ». En avril 1999, une rétrospective de dix années de création ayant trait à la peinture sous verre églomisée a eu lieu dans le cadre prestigieux de l'hôtel de ville de Bruxelles, Grand-Place, présidée par un important comité d'honneur et de soutien. 
Dès 1998, Pierre Cockshaw, Conservateur en chef de la Bibliothèque royale de Belgique, pressentant l'intérêt de faire connaître au grand public le cheminement et le travail important qui mène à l'églomisé achevé, invite Pire à concevoir et préparer une exposition. Celle-ci, intitulée « Secrets d'atelier » et constituée d'une soixantaine d'œuvres de format 100 × 80 cm a eu lieu en 2002. Elle représente de manière synthétique et didactique l'entièreté de l'élaboration de l'églomisé. « Secrets d'atelier » étant une exposition à but culturel et didactique, elle conservera son intégralité et est dès à présent itinérante pour plusieurs années : en Belgique : à Bruxelles, Liège (Musée du Verre), Charleroi (Musée du Verre INV), Anvers... en Europe : France, Allemagne, Italie, Espagne... aux États-Unis (Corning Museum of Glass N.Y), au Japon et en Chine. 
Ferdinand Pire est à présent reconnu mondialement pour avoir porté l'art difficile de la peinture sous verre églomisée à son plus haut degré de perfection esthétique. En 2008 et en vertu de son apport à la notoriété de l’Art belge, il s’est vu attribuer l'insigne d’officier de l’Ordre de Léopold II.
Cependant, récemment, afin d’honorer deux commandes officielles de l’État, il s’est fait un point d’honneur de revenir au figuratif contemporain qui lui permet de s’exprimer à l’aide d’une facture plus classique. Il a ainsi réalisé le portrait d'Anne-Marie Lizin, première femme Présidente du Sénat de l’histoire de Belgique. Il a en outre peint le portrait en pied d'Armand De Decker, Président du Parlement Bruxellois. 
Il réalise avec le dessinateur Kox, le logo « Belatmos » pour la Mission Antarctique belge. Il fait don des œuvres églomisées Janus à la Fondation de Neurochirurgie sous le patronage de la Princesse Astrid et Complicité à la Fondation Prince-Laurent à l’occasion de son quinzième anniversaire.
L'artiste vit et travaille à Malaga et à Bruxelles.

## Famille
Son père, Marcel, et son grand-père, Ernest Ferdinand Pire, étaient peintres. Sa fille aînée, Isabelle Pire (Isys Kad) pratique également la peinture dans une dualité abstraite figurative et s'est établie à Rincon de la Victoria en Espagne.
Sa fille cadette, Danaë, continue la tradition de l'églomisé, dans l'atelier familial à Bruxelles.

## Œuvres (sélection)
- Collection communale de Woluwe Saint-Pierre : Femmes au marché, Katanga, huile sur toile, 65 × 80 cm, 1961
- Portrait en pied de Monsieur A. Oppenheimer, huile sur toile, 60 × 80 cm, Afrique du Sud, 1963
- Décoration murale monumentale Paddock, 8 m × 2 m, Cercle hippique d’Élisabethville, technique mixte, 1966
- Sénat belge : La fontaine du Parc royal de Bruxelles, huile sur toile, 100 × 80 cm, 1980
- Belgique, œuvre commanditée par les Maisons Cartier et Ferrari, encre de Chine, 40 × 50 cm, 1987
- Collection de l’État, Dualité, mine de plomb, 50 × 60 cm, 1988
- Le Couronnement de Poppée, portrait de Monsieur Philippe Boesmans, compositeur, huile sur toile, 120 × 100 cm, 1989
- Musée de la Commune d’Uccle, L’intrigue, huile sur bois, 40 × 60 cm, 1990
- Hôtel de Ville de Schaerbeek : Terre de Peintres, huile sur toile, 60 × 80 cm, 1990
- Musée de l’Afrique centrale, Tervuren, Marché à Kasenga, huile sur toile, 65 × 80 cm, 1998
- Maison des Arts d’Anderlecht, Cœur, églomisé, 40 × 50 cm, 2006
- À l'occasion des 75 ans du roi Albert II de Belgique, une œuvre originale intitulé Belgique lui a été offerte, encre de chine et or 60 cm x 80 cm
- Sénat Belge : Portrait en pied de Madame Anne-Marie Lizin, Première femme Président de l’Histoire de Belgique, huile sur toile, 1,20 m × 100 cm, 2010
- Parlement Bruxellois : Portrait en pied d'Armand de Decker, Président, huile sur toile, 240 × 122 cm, 2011
- Décoration et gonfalons pour l’Ambassade de France, Musée du Cinquantenaire à Bruxelles, 2010-2011
- Tzigane, Œuvre églomisée ornant le hall d’entrée du Cercle royal Gaulois, 50 × 60 cm, 2011

## Galerie

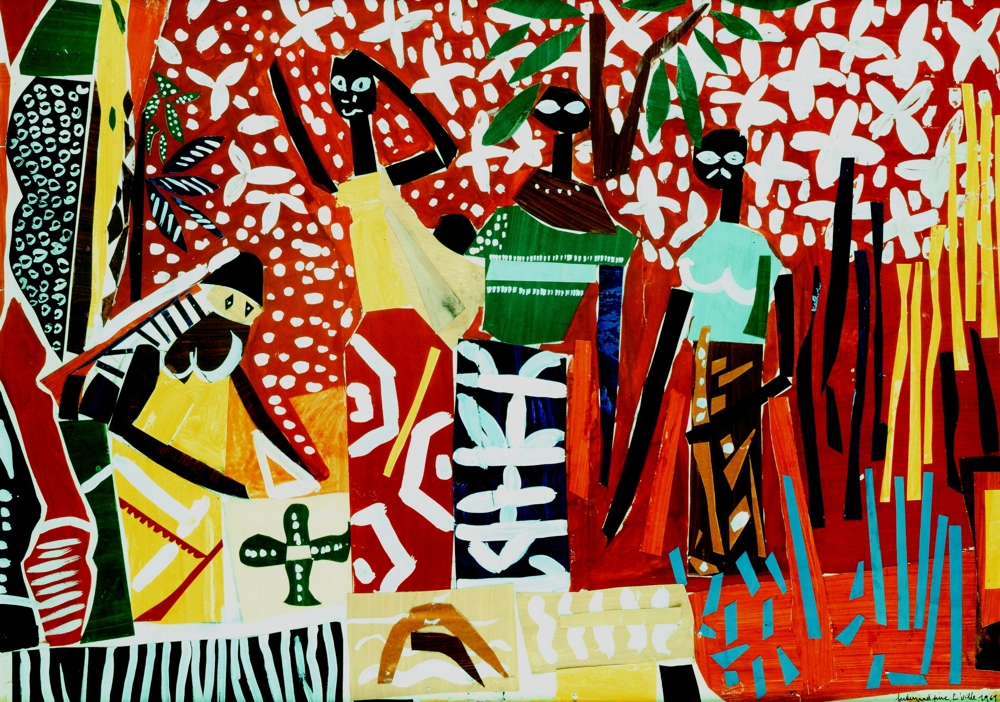
Femmes au marché, 1961, Élisabethville (Katanga), 60 cm × 80 cm, huile et collage sur toile - Collection Commune de Woluwe Saint-Pierre. Bruxelles
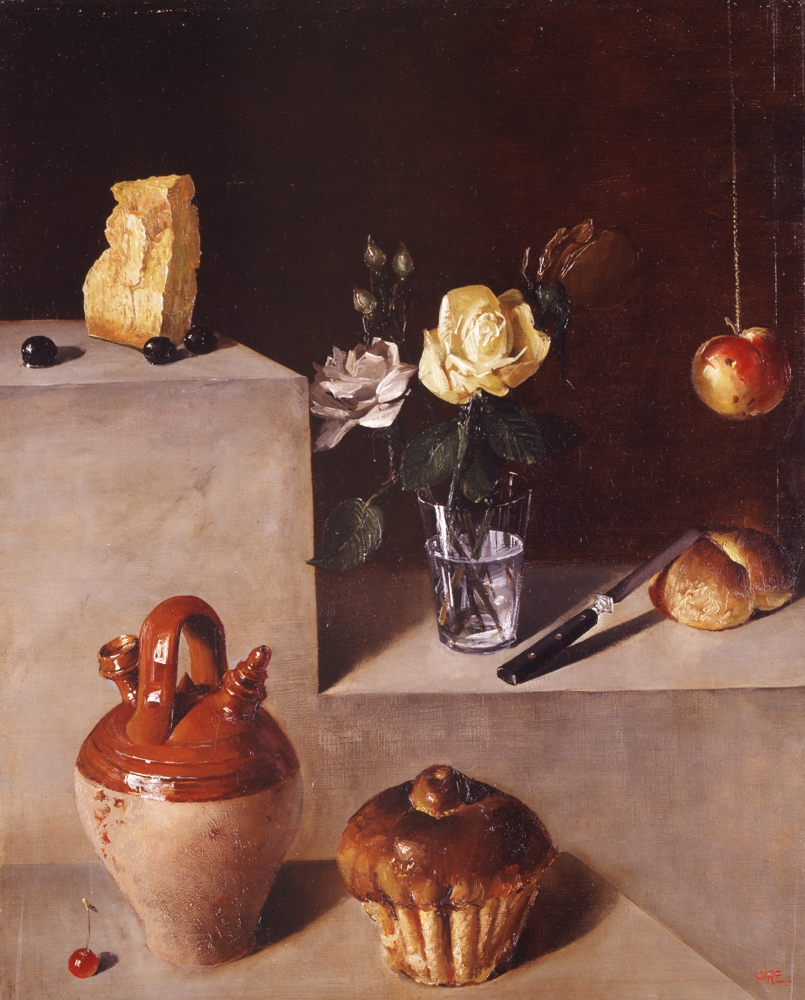
Nature-morte au botigo, 1975, Messine (Sicile), 60 cm × 80 cm, huile sur toile - Collection de l'artiste
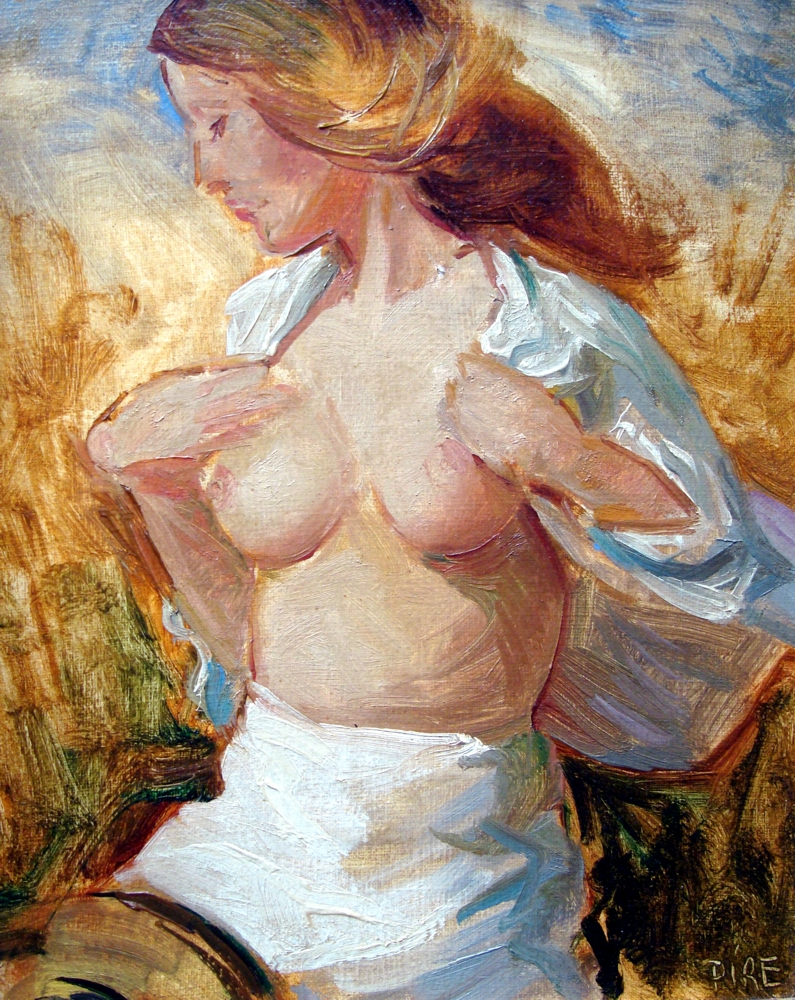
Madeleine aux champs, 1987, Brabant Wallon (Belgique), 40 cm × 50 cm, huile sur toile - Collection particulière
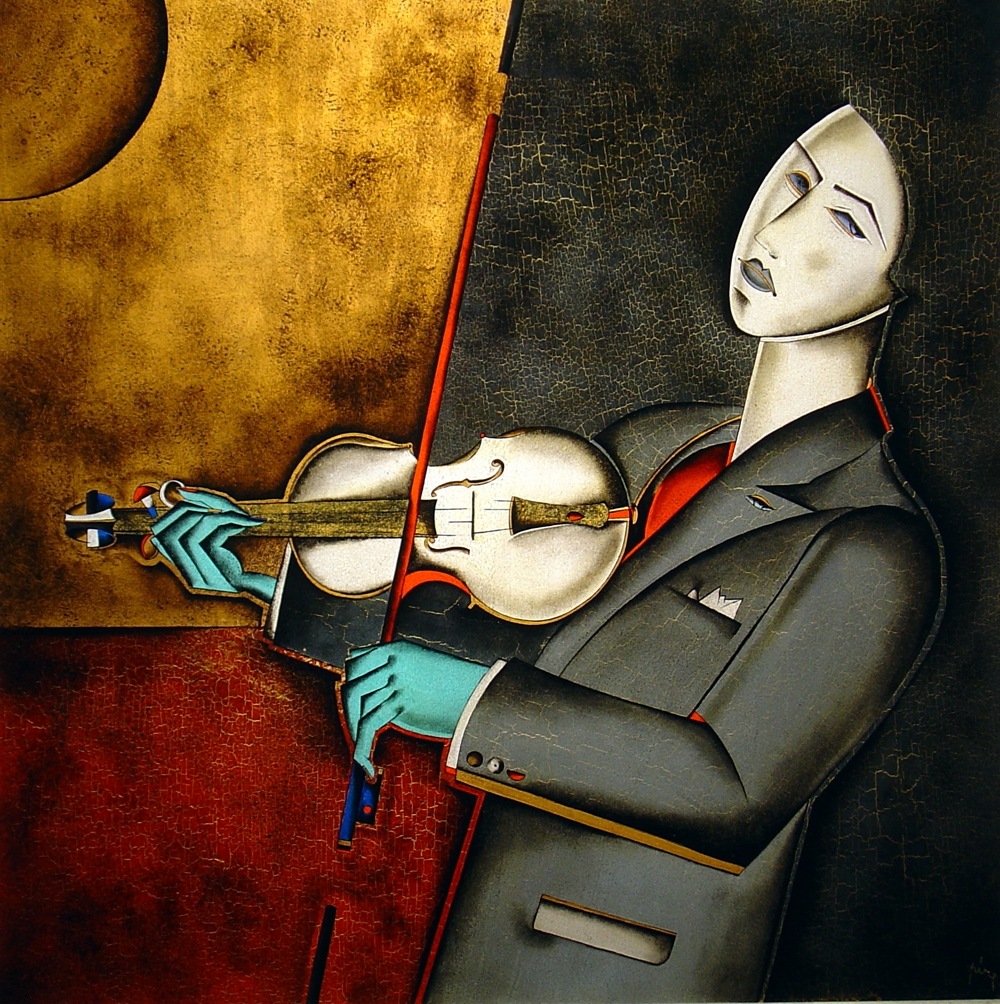
L'exilé, 2011, Bruxelles (Belgique), 80 cm × 80 cm, églomisé (peinture sous-verre) - Collection particulière
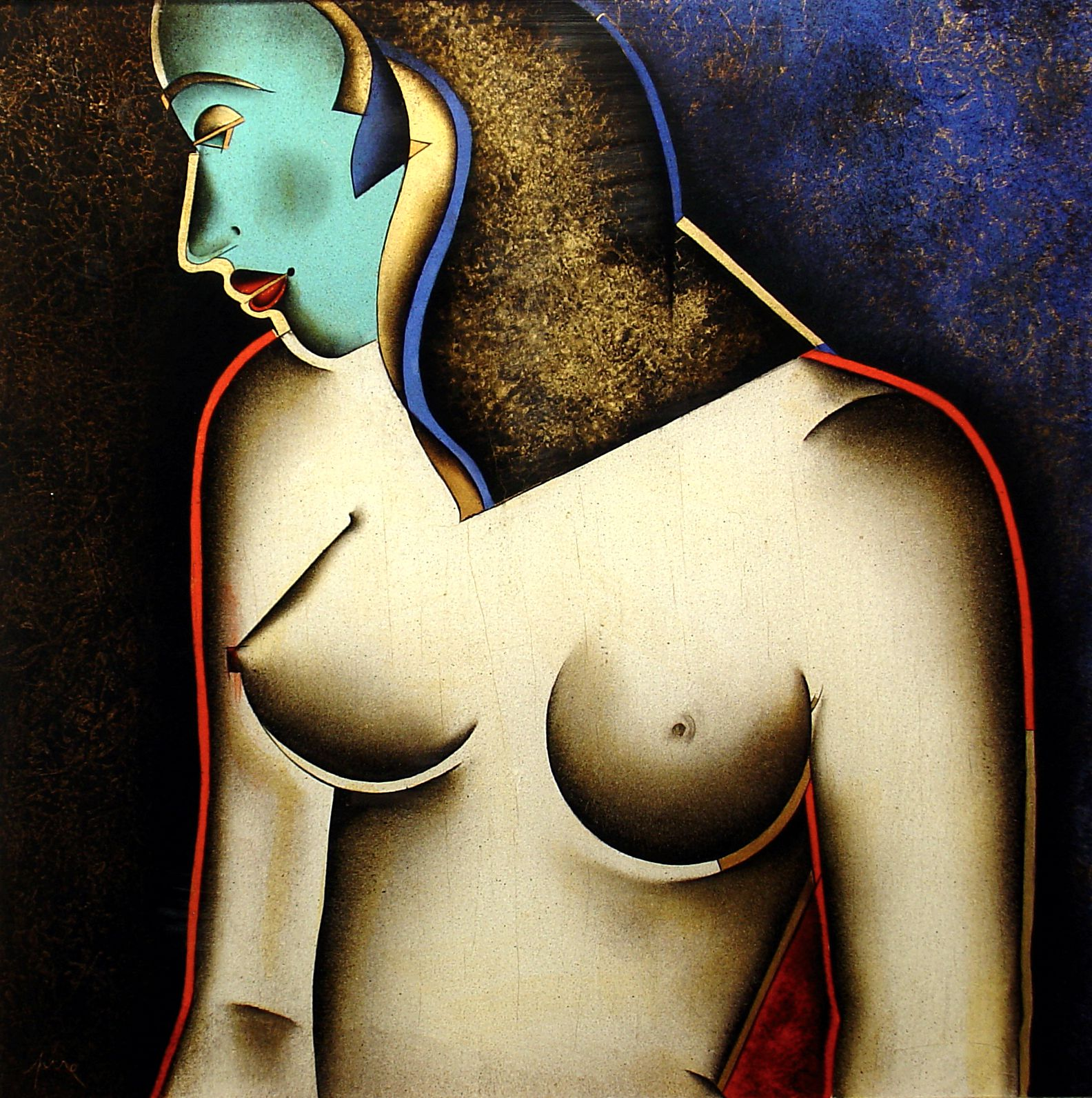
L'égyptienne, 2015, Bruxelles, (Belgique), 40 cm × 40 cm, églomisé (peinture sous-verre) - Collection particulière

## Décorations et honneurs
- 2008 : Ordre de Léopold II, remis par Armand De Decker
- 2011 : Membre d'honneur de la Ligue des Optimistes de Belgique.

Présidence
- 2010 : Président de la Section artistique du Cercle royal Gaulois artistique et littéraire
- 2012 : Vice-président du Cercle royal Gaulois artistique et littéraire.

## Expositions (sélection)
- 1991 : Centre culturel d’Uccle
- 1999 : Hôtel de Ville de Bruxelles
- 2002 : Bibliothèque royale de Belgique
- 2004-07 : Abbaye de Forest
- 2007 : « Le Congo et l’Art belge » Ernest Pire, Marcel Pire, Ferdinand Pire.
- 2010 : « 13 Regards » Heroine Gallery à Ixelles
- 2010 : Galerie Art4 Bruxelles (Sablon)
- 2011 : Abbaye de Forest
- 2011 : « Peintures sous-verre » Musée des Beaux Arts de Chartres
- 2011 : Doc's Gallery à Liège
- 2014 : « Art Fair Nocturne » Knokke-le-Zoute
- 2014 : « Nocturnes du Salon » Galerie Art4, Bruxelles
- 2015 : Centre Culturel d'Uccle (mai 2015), Bruxelles
- 2015 : « Contemplations » Cercle Royal Gaulois (octobre 2015), Bruxelles
- 2015 : Galerie Art4, Bruxelles (Sablon)

## Documentaire
- Mémoires du Congo, film documentaire retraçant la vie de Ferdinand Pire, Musée de Tervuren. 2012